# El Bilal Touré
El Bilal Touré (Abidjan, 3 oktober 2001) is een Malinees-Ivoriaans voetballer die doorgaans speelt als spits. In juli 2023 verruilde hij Almería voor Atalanta Bergamo. Touré debuteerde in 2020 in het Malinees voetbalelftal.

## Clubcarrière
Touré speelde in zijn geboorteland Ivoorkust voor de Ivoire Académie en daarna in Mali voor Afrique Football Elite, waar hij in januari 2020 opgepikt werd door Stade Reims. Zijn debuut maakte hij op 1 februari 2020, op bezoek bij Angers. Die club kwam op voorsprong door een treffer van Rachid Alioui. Zeven minuten voor rust kreeg Reims een strafschop, die door Touré benut werd. Hierna liep Stade Reims door doelpunten van Yunis Abdelhamid, Moreto Cassamá en Boulaye Dia uit naar 1–4. Hij scoorde drie goals in zeven wedstrijden dat seizoen. Hij zou uiteindelijk drie jaar bij Reims spelen, waarin hij 68 wedstrijden en negen goals kwam.
In de zomer van 2022 maakte Touré voor een bedrag van circa tien miljoen euro de overstap naar Almería, waar hij zijn handtekening zette onder een verbintenis voor de duur van zes seizoenen. Bij de Spaanse club maakte hij zeven doelpunten in eenentwintig competitiewedstrijden en eindigde zeventiende in de competitie.
Touré werd in de zomer van 2023 voor circa achtentwintig miljoen euro overgenomen werd door Atalanta Bergamo. Hier tekende hij voor vier jaar. Met zijn komst werd Touré de duurste aankoop uit de clubgeschiedenis van Atalanta. Door een hamstringblessure moest hij de eerste helft van het seizoen aan zich voorbij laten gaan. Op 11 februari 2024 maakte hij tegen Genoa als invaller zijn debuut voor Atalanta en hij was direct goed voor een doelpunt. Op 6 maart maakte hij in de achtste finale tegen Sporting CP zijn debuut in de UEFA Europa League. Voorafgaand aan het seizoen 2024/25 nam VfB Stuttgart Touré op huurbasis over.

## Clubstatistieken
| Seizoen | Club             | Competitie       | Competitie | Competitie | Beker | Beker | Internationaal | Internationaal | Totaal | Totaal |
| Seizoen | Club             | Competitie       | Wed.       | Dlp.       | Wed.  | Dlp.  | Wed.           | Dlp.           | Wed.   | Dlp.   |
| ------- | ---------------- | ---------------- | ---------- | ---------- | ----- | ----- | -------------- | -------------- | ------ | ------ |
| 2019/20 | Stade Reims      | Ligue 1          | 7          | 3          | 0     | 0     | —              | —              | 7      | 3      |
| 2020/21 | Stade Reims      | Ligue 1          | 33         | 4          | 1     | 0     | 2              | 0              | 36     | 4      |
| 2021/22 | Stade Reims      | Ligue 1          | 21         | 2          | 1     | 0     | —              | —              | 22     | 2      |
| 2022/23 | Stade Reims      | Ligue 1          | 3          | 0          | 0     | 0     | —              | —              | 3      | 0      |
| 2022/23 | Almería          | Primera División | 21         | 7          | 1     | 0     | —              | —              | 22     | 7      |
| 2023/24 | Atalanta Bergamo | Serie A          | 11         | 2          | 2     | 0     | 4              | 1              | 17     | 3      |
| 2024/25 | → VfB Stuttgart  | Bundesliga       | 12         | 2          | 1     | 0     | 4              | 1              | 17     | 3      |
| Totaal  | Totaal           | Totaal           | 108        | 20         | 6     | 0     | 10             | 2              | 124    | 22     |

Bijgewerkt op 20 juli 2025.

## Interlandcarrière
Touré maakte zijn debuut in het Malinees voetbalelftal op 9 oktober 2020, toen een vriendschappelijke wedstrijd tegen Ghana met 3–0 gewonnen werd. Na een doelpunt van Hamari Traoré verdubbelde Touré, die in de basis was begonnen en het gehele duel mocht meespelen, de tweede. Het slotakkoord was voor Amadou Haidara. De andere debutant dit duel was Kévin Zohi (RC Strasbourg).
| Interlands van El Bilal Touré voor Mali | Interlands van El Bilal Touré voor Mali | Interlands van El Bilal Touré voor Mali | Interlands van El Bilal Touré voor Mali | Interlands van El Bilal Touré voor Mali | Interlands van El Bilal Touré voor Mali | Interlands van El Bilal Touré voor Mali |
| №                                       | Datum                                   | Wedstrijd                               | Uitslag                                 | Competitie                              | Goals                                   |                                         |
| Als speler bij Stade Reims              | Als speler bij Stade Reims              | Als speler bij Stade Reims              | Als speler bij Stade Reims              | Als speler bij Stade Reims              | Als speler bij Stade Reims              | Als speler bij Stade Reims              |
| --------------------------------------- | --------------------------------------- | --------------------------------------- | --------------------------------------- | --------------------------------------- | --------------------------------------- | --------------------------------------- |
| 1                                       | 9 oktober 2020                          | Mali – Ghana                            | 3 – 0                                   | Vriendschappelijk                       | 49'                                     |                                         |
| 2                                       | 13 november 2020                        | Mali – Namibië                          | 1 – 0                                   | AK 2021 kwalificatie                    | 33'                                     |                                         |
| 3                                       | 17 november 2020                        | Namibië – Mali                          | 1 – 2                                   | AK 2021 kwalificatie                    |                                         |                                         |
| 4                                       | 6 juni 2021                             | Algerije – Mali                         | 1 – 0                                   | Vriendschappelijk                       |                                         |                                         |
| 5                                       | 15 juni 2021                            | Tunesië – Mali                          | 1 – 0                                   | Vriendschappelijk                       |                                         |                                         |
| 6                                       | 7 oktober 2021                          | Mali – Kenia                            | 5 – 0                                   | WK 2022 kwalificatie                    |                                         |                                         |
| 7                                       | 10 oktober 2021                         | Kenia – Mali                            | 0 – 1                                   | WK 2022 kwalificatie                    |                                         |                                         |
| 8                                       | 11 november 2021                        | Rwanda – Mali                           | 0 – 3                                   | WK 2022 kwalificatie                    |                                         |                                         |
| 9                                       | 14 november 2021                        | Mali – Oeganda                          | 1 – 0                                   | WK 2022 kwalificatie                    |                                         |                                         |
| 10                                      | 12 januari 2022                         | Tunesië – Mali                          | 0 – 1                                   | AK 2021                                 |                                         |                                         |
| 11                                      | 26 januari 2022                         | Mali – Equatoriaal-Guinea               | 0 – 0 (5 – 6 n.s.)                      | AK 2021                                 |                                         |                                         |
| 12                                      | 4 juni 2022                             | Mali – Congo-Brazzaville                | 4 – 0                                   | AK 2023 kwalificatie                    | 10', 39'                                |                                         |
| 13                                      | 9 juni 2022                             | Zuid-Soedan – Mali                      | 1 – 3                                   | AK 2023 kwalificatie                    |                                         |                                         |
| Als speler bij Almería                  |                                         |                                         |                                         |                                         |                                         |                                         |
| 14                                      | 23 september 2022                       | Mali – Zambia                           | 1 – 0                                   | Vriendschappelijk                       | 6'                                      |                                         |
| 15                                      | 16 november 2022                        | Algerije – Mali                         | 1 – 1                                   | Vriendschappelijk                       |                                         |                                         |
| Als speler bij Atalanta Bergamo         |                                         |                                         |                                         |                                         |                                         |                                         |
| 16                                      | 22 maart 2023                           | Mali – Mauritanië                       | 2 – 0                                   | Vriendschappelijk                       | 13'                                     |                                         |
| 17                                      | 26 maart 2023                           | Mali – Nigeria                          | 2 – 0                                   | Vriendschappelijk                       | 18'                                     |                                         |
| 18                                      | 6 juni 2024                             | Mali – Ghana                            | 1 – 2                                   | WK 2026 kwalificatie                    |                                         |                                         |
| 19                                      | 11 juni 2024                            | Madagaskar – Mali                       | 0 – 0                                   | WK 2026 kwalificatie                    |                                         |                                         |
| Als speler bij VfB Stuttgart            |                                         |                                         |                                         |                                         |                                         |                                         |
| 20                                      | 11 oktober 2024                         | Mali – Guinee-Bissau                    | 1 – 0                                   | AK 2025 kwalificatie                    | 62'                                     |                                         |
| 21                                      | 15 oktober 2024                         | Guinee-Bissau – Mali                    | 0 – 0                                   | AK 2025 kwalificatie                    |                                         |                                         |
| 22                                      | 15 november 2024                        | Mozambique – Mali                       | 0 – 1                                   | AK 2025 kwalificatie                    |                                         |                                         |
| 23                                      | 19 november 2024                        | Mali – Sjabloon:SWAf-r                  | 6 – 0                                   | AK 2025 kwalificatie                    | 7'                                      |                                         |
| 24                                      | 20 maart 2025                           | Comoren – Mali                          | 0 – 3                                   | WK 2026 kwalificatie                    |                                         |                                         |
| 25                                      | 24 maart 2025                           | Sjabloon:CARf – Mali                    | 0 – 0                                   | WK 2026 kwalificatie                    |                                         |                                         |

Bijgewerkt op 20 juli 2025.

## Erelijst
| UEFA Europa League | 1 | 2023/24 |